# МИКТА
МИКТА (англ. MIKTA — сокращение от Mexico, Indonesia, South Korea, Turkey, Australia) — неформальное объединение пяти стран: Мексика, Индонезия, Южная Корея, Турция, Австралия, так называемых «средних держав» .
- Мексика
- Индонезия
- Южная Корея
- Турция
- Австралия

Организация была основана в сентябре 2013 года на полях 68-й сессии Генеральной ассамблеи ООН в Нью-Йорке с участием министров иностранных дел Мексики, Индонезии, Южной Кореи, Турции и Австралии. Инициатором выступила Южная Корея.
Страны-члены МИКТА — это так называемые державы «среднего уровня», представляющие разные регионы. Они создали МИКТА как неформальную консультативную платформу с целью усиления своих позиций на международной арене и создания институциональной основы для совместных межгосударственных инициатив.
Первая встреча стран МИКТА на уровне министров иностранных дел в официальном формате прошла 13-14 апреля 2014 года в Мехико, Мексика. По итогам этой встречи министры иностранных дел приняли совместное коммюнике о ситуации в Северной Корее и договорились провести следующую встречу в Южной Корее.

## История создания

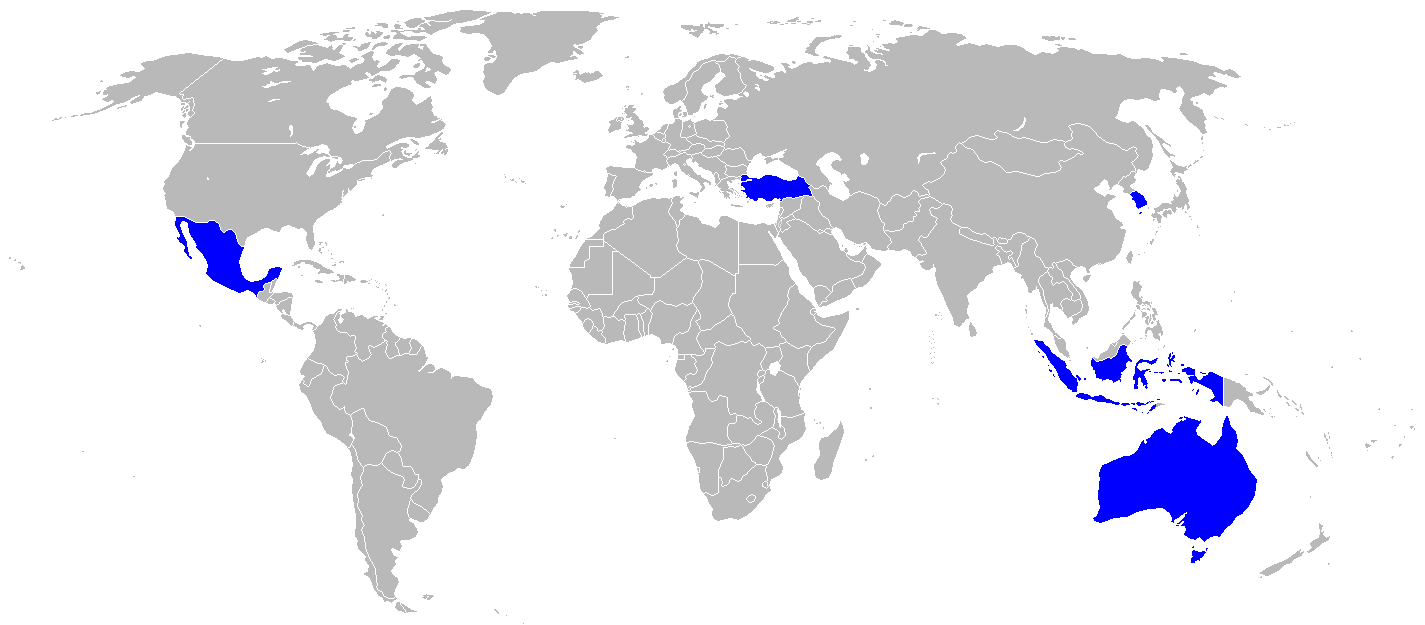
Страны-члены МИКТА

После перехода от биполярного миропорядка к многополярному возник запрос стран «среднего уровня» на новую роль в мировой политике. Идея объединения развивающихся стран базировалась на критерии темпов экономического роста и динамики экономического развития. Неофициальным предшественником МИКТЫ эксперты считают МИНТ. В 2011 году акроним предложила американская финансовая компания «Fidelity Investments», идею поддержал финансовый аналитик Джим О’Нил, который ранее придумал БРИКС. Мексика, Индонезия, Нигерия и Турция, обладая схожими экономическими показателями и политическими интересами, потенциально могли объединиться. Членами МИКТА стали все страны МИНТ, кроме Нигерии, вместо нее в организацию вступили Австралия и Южная Корея. Ранее аналитики Goldman Sachs выделяли Мексику, Индонезию, Южную Корею и Турцию, которые уже входили в состав Группы одиннадцати, как потенциальных партнеров по объединению. В итоге в 2013 году была сформирована неформальная организация МИКТА, которая предполагала сотрудничество стран-участниц в торгово-экономической и политико-дипломатичеcкой сферах.
Хотя страны-члены МИКТА различаются в культурном, социально-экономическом и географическом смысле, у них есть общие черты. Все страны-участницы входят в G20, обладают схожим экономическим потенциалом и разделяют ценность международного сотрудничества и кооперации в решении глобальных вопросов. Создание МИКТА можно рассматривать как защиту собственных интересов стран в противовес ранее сформировавшейся БРИКС на полях саммитов Большой двадцатки и как возможность оказывать системное влияние на мировые политические процессы.

## Экономический портрет стран-участниц МИКТА
Члены МИКТА (кроме Индонезии) входят во вторую десятку рейтинга стран по ВВП:
- Южная Корея — 14-я экономика мира по ВВП по ППС
- Австралия — 20-я экономика мира по ВВП по ППС
- Мексика — 11-я экономика мира по ВВП по ППС
- Индонезия — 7-я экономика мира по ВВП по ППС
- Турция — 13-я экономика мира по ВВП по ППС

Совокупное население — более 500 млн, суммарный годовой ВВП $5,5 трлн внешнеторговый оборот — $1,5 трлн.
Страны-участницы МИКТА представляют практически 1/4 экономического потенциала Большой двадцатки.

## Председательство
Смена председателей МИКТА происходит ежегодно:
| Год  | Председатель |
| ---- | ------------ |
| 2014 | Мексика      |
| 2015 | Южная Корея  |
| 2016 | Австралия    |
| 2017 | Турция       |
| 2018 | Индонезия    |
| 2019 | Мексика      |

## Роль в международных отношениях
Интеграционные альтернативы, подобные МИКТА, уступают по своему влиянию и авторитету блокам, в которые входят ведущие мировые державы. Однако МИКТА имеет серьезный потенциал стать важным игроком на политической арене и объединяющим звеном для развивающих стран в рамках Большой двадцатки. На данный момент только Аргентина и Саудовская Аравия не состоят ни в одном из блоков (БРИКС или МИКТА). Формирование региональных интеграционных объединений, таких как ИБСА, БРИКС, способствует развитию многополярной системы, в которой не только ведущие державы задают политические тенденции.

## Критика
По мнению критиков, будучи организацией без ведущих мировых держав, МИКТА оказалась неспособной оказывать влияние на мировую повестку и отстаивать свои интересы за пределами Большой двадцатки. Также страны-члены МИКТЫ подвергаются критике из-за того, что в свете нестабильной экономической ситуации в регионах и внутренних кризисов стран, они в прошедшие годы не могли фокусироваться на внешней политике и решать мировые проблемы.

## Факты
- 21 октября 2019 года в Доме кино стартовал цикл кинопоказов стран МИКТА[5]. До февраля в рамках этого цикла будут представлены фильмы Мексики, Индонезии, Южной Кореи, Турции и Австралии.
- 22 октября 2019 года в рамках XII конвента РАМИ в МГИМО состоялась специальная сессия МИКТА[6].